# كاترين كانغ
كاترين كانغ هي لاعبة تايكوندو وسط أفريقية، ولدت في 25 سبتمبر 1987 في جولا الشمالية في كوريا الجنوبية.

## وصلات خارجية
- كاترين كانغ على موقع TaekwondoData.com (الإنجليزية)
- كاترين كانغ على موقع اللجنة الأولمبية الدولية (الإنجليزية)
- كاترين كانغ على موقع أوليمبيديا (الإنجليزية)